# Germán Martellotto
Germán Ricardo Martellotto Rolfo (* 6. November 1962 in Córdoba), auch bekannt unter dem Spitznamen El Tato, ist ein ehemaliger argentinischer Fußballspieler, der vorwiegend im Mittelfeld agierte.

## Laufbahn
Martellotto begann seine Laufbahn bei seinem Heimatverein CA Belgrano, bei dem er in Etappen von 1984 bis 1987 tätig war. In der Zwischenzeit spielte er 1985 für Rosario Central und anschließend bei Deportivo Español.
Seine erste Auslandsstation war der kolumbianische Verein Deportivo Cali, bei dem er 1989 und 1990 unter Vertrag stand. Danach wechselte er nach Mexiko, wo er in den Spielzeiten 1990/91 und 1991/92 beim CF Monterrey angestellt war. In der  Saison 1991/92 gewann er mit den Rayados den mexikanischen Pokalwettbewerb. Anschließend spielte er in Mexiko für den Hauptstadtverein Club América, mit dem er in der Saison 1992/93 den CONCACAF Champions’ Cup gewann. Nach seinem Weggang von América im Winter 1994/95 war er noch beim ebenfalls in Mexiko beheimateten CF Pachuca tätig, ehe er nach Argentinien zurückkehrte und seine aktive Laufbahn 1996/97 bei seinem ehemaligen Verein Deportivo Español beendete.
Während seines Engagements beim CF Monterrey absolvierte Martellotto im Jahr 1991 seinen einzigen Länderspieleinsatz für die argentinische Fußballnationalmannschaft.

## Erfolge
- CONCACAF Champions’ Cup: 1992/93
- Mexikanischer Pokalsieger: 1991/92